# لیکوود، شهرستان شلبی، ایلینوی
لیکوود (به انگلیسی: Lakewood) یک منطقهٔ مسکونی در ایالات متحده آمریکا است که در شهرستان شل‌بای، ایلینوی واقع شده‌است. لیکوود ۱۹۱٫۱۱ متر بالاتر از سطح دریا واقع شده‌است.